# Pallamano Trieste 1991-1992
Questa pagina raccoglie i dati riguardanti la Pallamano Trieste nelle competizioni ufficiali della stagione 1991-1992.

## Rosa
| N  | Naz                            | Ruolo    | Giocatore          |
| -- | ------------------------------ | -------- | ------------------ |
| 1  | Italia (bandiera)              | Portiere | Paolo Marion       |
| 16 | Italia (bandiera)              | Portiere | Ivan Mestriner     |
| 3  | Italia (bandiera)              | Terzino  | Piero Sivini       |
| 4  | Italia (bandiera)              | Pivot    | Giorgio Oveglia    |
| 6  | Italia (bandiera)              | Terzino  | Maestrutti         |
| 8  | Italia (bandiera)              | Pivot    | Claudio Schina     |
| 9  | Italia (bandiera)              | Terzino  | Antonio Pastorelli |
| 10 | Italia (bandiera)              | Terzino  | Settimio Massotti  |
| 11 | Italia (bandiera)              | Terzino  | Luca Sivini        |
| 14 | Italia (bandiera)              | Terzino  | Marco Bozzola      |
| 15 | Serbia e Montenegro (bandiera) | Ala      | Nikola Adzic       |

## Classifica
|  | Pos. | Squadra      | Pt | G  | V  | N | S  | GF  | GS  | D    | Note                                        |
|  | ---- | ------------ | -- | -- | -- | - | -- | --- | --- | ---- | ------------------------------------------- |
|  | 1.   | Trieste      | 38 | 22 | 19 | 0 | 3  | 506 | 397 | +109 | Qualificato alla Coppa delle Coppe 1992-93  |
|  | 2.   | Brixen       | 36 | 22 | 17 | 2 | 3  | 469 | 386 | +83  | Qualificato alla Coppa dei Campioni 1992-93 |
|  | 3.   | Ortigia      | 30 | 22 | 14 | 2 | 6  | 476 | 446 | +30  | Qualificato alla IHF Cup 1992-93            |
|  | 4.   | Lazio        | 26 | 22 | 10 | 6 | 6  | 499 | 460 | +39  |                                             |
|  | 5.   | Rubiera      | 23 | 22 | 10 | 3 | 9  | 491 | 473 | +18  |                                             |
|  | 6.   | Prato        | 22 | 22 | 9  | 4 | 9  | 485 | 521 | -36  |                                             |
|  | 7.   | Bologna 1969 | 21 | 22 | 9  | 3 | 10 | 445 | 433 | +22  |                                             |
|  | 8.   | Gaeta        | 20 | 22 | 9  | 2 | 11 | 381 | 400 | -19  |                                             |
|  | 9.   | Modena       | 19 | 22 | 9  | 1 | 12 | 434 | 445 | -11  |                                             |
|  | 10.  | Haenna       | 16 | 22 | 7  | 2 | 13 | 492 | 555 | -63  |                                             |
|  | 11.  | Meran        | 9  | 22 | 4  | 1 | 17 | 431 | 492 | -61  | Retrocesso in Serie A2 1992-93              |
|  | 12.  | Mordano      | 4  | 22 | 1  | 2 | 19 | 374 | 475 | -101 | Retrocesso in Serie A2 1992-93              |